# 162466 Margon
162466 Margon este un asteroid din centura principală de asteroizi.

## Descriere
162466 Margon este un asteroid din centura principală de asteroizi. A fost descoperit pe 4 mai 2000 la Apache Point Observatory în cadrul programului Sloan Digital Sky Survey. Asteroidul prezintă o orbită caracterizată de o semiaxă mare de 2,97 ua, o excentricitate de 0,09 și o înclinație de 1,0° în raport cu ecliptica.